# قارب شراعي

تخطيط لمركب شراعي، في هذه الحالة بدن السفينة الشراعية أحادي النموذج.

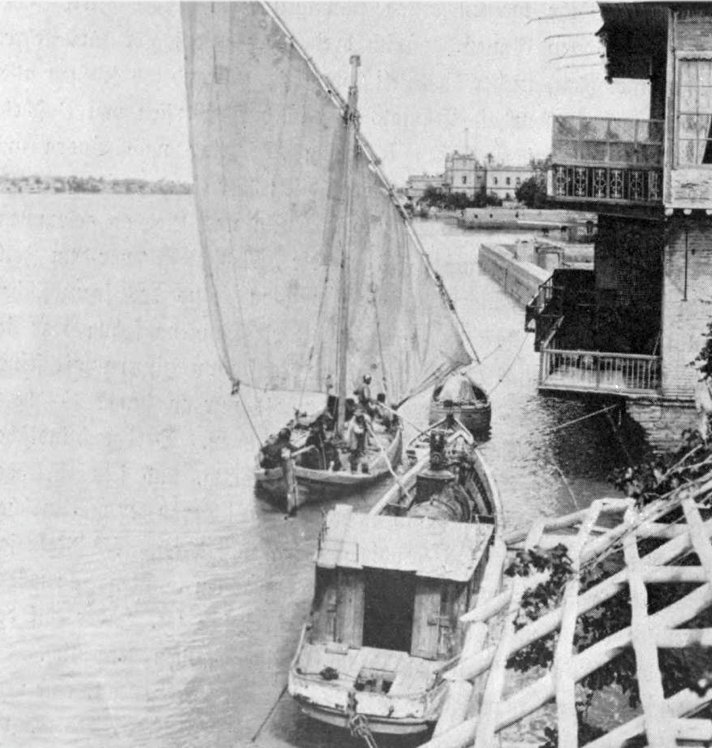
نهر دجلة - بغداد 1918م

القارب أو الزورق الشراعي هو قارب يعتمد على قوة الدفع بواسطة الأشرعة جزئيا أو كليا للإبحار. ويشمل المصطلح مجموعة متنوعة من القوارب متنوعة الأحجام والأصغر من السفن الشراعية، ولكن لم يتم تعريف الفروق في الحجم والشكل بدقة وتختلف حسب المنطقة والثقافة.